# Dikraneura shoshone
Dikraneura shoshone är en insektsart som beskrevs av Delong och Caldwell 1937. Dikraneura shoshone ingår i släktet Dikraneura och familjen dvärgstritar.
Artens utbredningsområde är Idaho. Inga underarter finns listade i Catalogue of Life.